# Aquae et ignis interdictio
L'aquae et ignis interdictio (letteralmente, privazione dell'acqua e del fuoco) è un provvedimento, in uso nella Roma antica, volto a privare della cittadinanza, a titolo punitivo, coloro che si macchiavano di gravi reati, e venivano quindi ritenuti indegni di continuare a far parte della comunità romana. 

## Conseguenze
A tale provvedimento, che simbolicamente privava il cittadino del fuoco e dell'acqua, ritenuti elementi essenziali per l'organizzazione politico-religiosa della città, seguiva solitamente l'esilio del condannato.
Per il diritto romano l'aquae et ignis interdictio rientrava fra i casi di capitis deminutio minore o media, in quanto comportava la perdita della cittadinanza, ma non della libertà.